# Qlimax

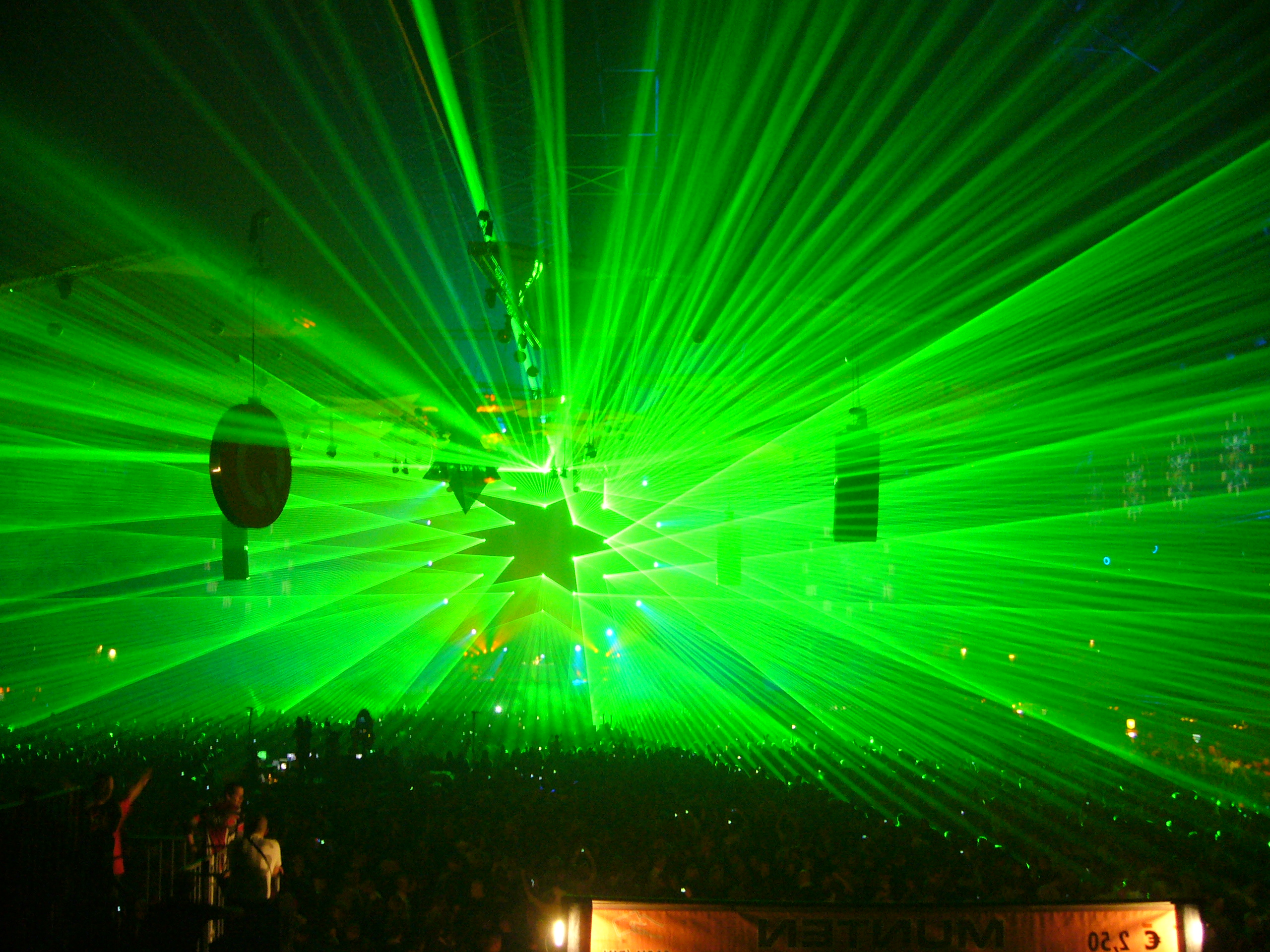
Pokaz laserowy Qlimax 2008

Qlimax – impreza muzyczna agencji Q-Dance, podczas którego grana jest muzyka głównie z gatunku hardstyle. Odbywa się co roku, w jedną z listopadowych nocy. Pierwszy raz koncert miał miejsce w 2000. Od listopada 2003 odbywa się regularnie na stadionie holenderskiego klubu sportowego Vitesse Arnhem. W 2006 i 2007 odbył się także w Belgii w Ethias Arena w mieście Hasselt.
Jest to jedna z największych imprez tego typu w Europie. Słynie z zaawansowanych efektów świetlnych, pokazów laserowych oraz efektów pirotechnicznych. Na ścianach i filarach GelreDome rozmieszczone zostaje mnóstwo konstrukcji ze świateł (dalekich punktowych lub rozszczepionych) oraz laserów. Jak na większości tego typu wydarzeń używany jest również suchy lód, potocznie nazywany też „dymem”.
Qlimax rozpoczynał się utworem z gatunku hard trance. W latach 2006 oraz 2007 jako drugi grał DJ z gatunku jumpstyle. Kolejne kilka godzin to dominacja hardstyle’u, a ostatni set to hardcore.
Kilka lat temu zastąpiono rozpoczynający set na oldschool hardstyle.

## Historia
Z początku festiwal Qlimax miał dwie edycje co roku. Ale od 2004 przyjęto, by odbywał się w trzecim bądź czwartym tygodniu listopada. Pierwsza impreza miała miejsce w Beursgebouw (Eindhoven), następnie zmieniano lokalizację na chociażby SilverDome (Zoetermeer) czy Halę Muzyczną Heinekena (Amsterdam), ale zadomowiła się na arenie Gelredome (Arnhem).
25 lipca 2024 roku, po 24 latach od pierwszej edycji, ogłoszona została ostatnia edycja festiwalu (bez podania przyczyny) pod nazwą „The Final Prophecy”, która odbyła się 16 listopada 2024 roku.

## Hymny
Od 2003 roku każda edycja imprezy ma swój hymn. Do tej pory były to następujące utwory:
- kwiecień 2003: The Prophet – Follow The Leader
- listopad 2003: Deepack – The Prophecy
- 2004: Future Tribes – Deadlock (nieoficjalny hymn)
- 2005: Zany – Science & Religion
- 2006: Alpha Twins – The Path To The Darkside
- 2007: Headhunterz – The Power Of The Mind
- 2008: Technoboy – Next Dimensional World
- 2009: D-Block & S-Te-Fan – The Nature Of Our Mind
- 2010: Brennan Heart – Alternate Reality
- 2011: Zatox – No Way Back
- 2012: Psyko Punkz – Fate Or Fortune
- 2013: Gunz for Hire ft. Ruffian – Immortal
- 2014: Noisecontrollers – The Source Code Of Creation
- 2015: Atmozfears – Equilibrium
- 2016: Coone – Rise Of The Celestials
- 2017: Wildstylez – Temple of Light
- 2018: Sub Zero Project – The Game Changer
- 2019: B-Front – Symphony of Shadows
- 2020: Brak głównego hymnu (każdy artysta zrobił swój „hymn”)
- 2021: Ran-D ft. Charlotte Wessels – The Reawakening
- 2022: Ran-D ft. Charlotte Wessels – The Reawakening
- 2023: Hard Driver – Enter the Void (Qlimax 2023 Anthem)
- 2024: Brak głównego hymnu.

## Edycje
| Data              | Lokalizacja                    | Temat imprezy | MC                  | Lineup |
| ----------------- | ------------------------------ | --- | ------------------- | --- |
| 3 czerwca 2000    | Beursgebouw, Eindhoven         | | Ruffian             | Captain Tinrib, Lady Dana, Nick Sentinence, Pavo |
| 2 czerwca 2001    | Heineken Music Hall, Amsterdam | Acid Junkies, Alpha Twins, Bas & Ram, Lady Dana, Gary D, Jon The Baptist, Kai Tracid, Lisa Loud, Marco V, Michel de Hey | Ruffian             | |
| 6 kwietnia 2002   | Thialf Stadion, Heerenveen     | Cosmos | Ruffian             | Captain Tinrib (live), Cosmic Spoils, Lady Dana, Gary D, Kai Tracid, Pavo, Technoboy, Warmdüscher |
| 21 września 2002  | SilverDome, Zoetermeer         | Infection | Ruffian             | Alpha Twins, Bas & Ram, Charly Lownoise, Lady Dana, The Darkman, Gizmo, Haze & Abyss, Isaac, Luna, Melanie de Tria, Pavo, Pila, Sunny D, Technoboy, Zenith                                                                          |
| 12 kwietnia 2003  | Thialf Stadion, Heerenveen     | Follow The Leader | Ruffian             | Lady Dana, Gary D, Isaac, Luna, Pavo, Pila, Super Marco May, Technoboy, The Prophet, Zenith |
| 22 listopada 2003 | GelreDome, Arnhem              | The Prophecy | Ruffian             | Bas & Ram, Daniele Mondello, Deepack, Kai Tracid, Luna, Max B Grant, Pavo, The Prophet, Technoboy, Bass D & King Matthew |
| 27 listopada 2004 | GelreDome, Arnhem              | Destiny’s Path | Da Mouth of Madness | Igor S, Charly Lownoise, Zany, Pila, Lady Dana, Luna, Pavo, Technoboy & The Prophet, Outblast |
| 19 listopada 2005 | GelreDome, Arnhem              | Science & Religion | Ruffian             | Bas & Ram, The Beholder & Ballistic, Pila, Zany, The Prophet, Luna, Isaac, Alpha Twins, Technoboy, Vince |
| 25 listopada 2006 | GelreDome, Arnhem              | The Darkside | Ruffian             | Alpha Twins, Lady Dana, Luna, The Prophet feat. Headhunterz (live), Promo, DJ Ruthless, Showtek, Tatanka, Zany & Donkey Rollers (live), Yves de Ruyter                                                                              |
| 17 listopada 2007 | GelreDome, Arnhem              | The Power Of The Mind                                                                                                   | Ruffian             | Fausto, DJ Ghost, Brennan Heart, Showtek feat. MC DV8, Headhunterz (live), Technoboy, The Prophet & Zany, DJ Neophyte |
| 22 listopada 2008 | GelreDome, Arnhem              | Next Dimensional World                                                                                                  | Ruffian             | Mark Sherry, Showtek, Headhunterz (live), Project One, D-Block & S-Te-Fan, Technoboy, Tatanka, Zany & Vince |
| 21 listopada 2009 | GelreDome, Arnhem              | The Nature Of Our Mind                                                                                                  | Ruffian             | Isaac, A-Lusion, Davide Sonar (live), Brennan Heart, Technoboy, D-Block & S-te-Fan, Headhunterz, Noisecontrollers (live), Deepack, Noize Suppressor (live)                                                                          |
| 27 listopada 2010 | GelreDome, Arnhem              | Alternate Reality | Ruffian             | Pavelow, DJ Stephanie, Wildstylez, Wildstylez & Noisecontrollers (Surprise Act), TNT (Technoboy & Tuneboy, live), Brennan Heart, D-Block & S-te-Fan, Psyko Punkz (live), Zatox, Endymion vs. Evil Activities                        |
| 26 listopada 2011 | GelreDome, Arnhem              | No Way Back | Ruffian             | Stana, Coone, Headhunterz, Zany & The Pitcher ft. MC DV8, Noisecontrollers, Zatox, Ran-D, Gunz for Hire, The Prophet |
| 24 listopada 2012 | GelreDome, Arnhem              | Fate Or Fortune | Ruffian & Villain   | A*S*Y*S, Wildstylez, Isaac, Brennan Heart, Technoboy, Adaro, Zatox, Psyko Punkz, B-Front ft. MC DV8, Evil Activities ft. E-Life |
| 23 listopada 2013 | GelreDome, Arnhem              | Immortal Essence | Ruffian             | Acti, Wildstylez & Max Enforcer, Code Black, Coone, Gunz for Hire, Noisecontrollers, Zatox, Alpha Twins, Mad Dog & Art of Fighters                                                                                                  |
| 22 listopada 2014 | GelreDome, Arnhem              | The Source Code Of Creation                                                                                             | Ruffian             | Audiofreq & Technoboy, Headhunterz, Atmozfears, Frontliner, Noisecontrollers, Ran-D, Crypsis, Endymion, The Viper, Partyraiser |
| 21 listopada 2015 | GelreDome, Arnhem              | Equilibrium | Villain             | DJ Isaac, Bass Modulators, Atmozfears, Noisecontrollers & Wildstylez, Brennan Heart & Ran-D, Zatox & Adaro, Frequencerz, Deetox, Tha Playah                                                                                         |
| 19 listopada 2016 | GelreDome, Arnhem              | Rise of Celestials | Villain             | Tuneboy, Audiotricz, Brennan Heart, Coone, Project One, Bass Modulators, Frequencerz, B-Front, Angerfist |
| 18 listopada 2017 | GelreDome, Arnhem              | Temple of Light | Villain             | TNT, D-Block & S-te-Fan, Wildstylez, Da Tweekaz, Noisecontrollers & Atmozfears, Frequencerz, Sub Zero Project, Gunz for Hire, N-Vitral, Phuture Noize                                                                               |
| 24 listopada 2018 | GelreDome, Arnhem              | The Game Changer | Villain             | DJ Luna, Sound Rush, Coone, Bass Modulators Wildstylez (Live), Sub Zero Project, Tweekacore, Phuture Noize, B-Freqz, Dr. Peacock |
| 23 listopada 2019 | GelreDome, Arnhem              | Symphony of Shadows | Villain             | KELTEK, Sound Rush, D-Block & S-Te-Fan, Headhunterz, B-Front, Ran-D, Rejecta, D-Sturb, Radical Redemption, Miss K8 |
| 28 listopada 2020 | Online/Netflix                 | The Source | Villain             | The Qreator, Sub Zero Project, Phuture Noize, HeadHunterz & JDX, B-Front, KELTEK, Sefa |
| 20 listopada 2021 | Online                         | Distorted Reality | Villain             | Zany, D-Block & S-Te-Fan, The Qreator, Sub Zero Project, Ran-D, Shadow Priests (KELTEK, Devin Wild, Frequencerz, Vertile; Surprise Act), Sound Rush, Rebellion, D-Sturb & Act of Rage, Sefa                                         |
| 26 listopada 2022 | GelreDome, Arnhem              | The Reawakening | Villain             | Zany, The Qreator, Sound Rush, D-Block & S-Te-Fan, Ran-D (anthem show), Sub Zero Project, DJ The Prophet, Rebellion, D-Sturb & Act Of Rage, Rooler, Sefa                                                                            |
| 18 listopada 2023 | GelreDome, Arnhem              | Enter the Void | Villain             | Deepack, Brennan Heart present Blademasterz, Showtek, TNT (Technoboy & Tuneboy), Hard Driver, B-Front x Phuture Noize: The Enlightenment, Shadow Priests, Vertile, Warface, Deadly Guns                                             |
| 16 listopada 2024 | GelreDome, Arnhem              | The Final Prophecy | Villain             | Luna & Deepack & Zany, Wildstylez, Noisecontrollers, Coone, Brennan Heart & Blademasterz, D-Block & S-Te-Fan, TNT (Technoboy & Tuneboy), Sub Zero Project, B-Front, Phuture Noize, D-Sturb, Act Of Rage, Mad Dog, Sefa, Dr. Peacock |